# Hlorzoksazon
Hlorzoksazon je centralno delujući miorelaksant, koji se koristi za tretiranje mušićnih spazama i rezultujućeg bola ili neprijatnosti. On deluje na kičmenu moždinu. Hlorzoksazon je u prodaji pod imenima Muscol ili Parafon Forte, kao kombinacija sa acetaminofenom (Paracetamolom). Moguće nuspojave su: vrtoglavica, nepromišljenost, slabost, mučnina, povraćanje, i disfunkcija jetre.

## Hemija
Hlorzoksazon, 5-hloro-2-benzoksazolion, se može sintetisati reakcijom heterciklizacije 2-amino-4-hlorofenola sa fosgenom.

## Literatura
- Dong DL, Luan Y, Feng TM, Fan CL, Yue P, Sun ZJ, Gu RM, Yang BF (2006). „Chlorzoxazone inhibit contraction of rat thoracic aorta”. Eur J Pharmacol. 545 (2–3): 161—6. PMID 16859676. doi:10.1016/j.ejphar.2006.06.063.
- Park J, Kim K, Park P, Ha J (2006). „Effect of high-dose aspirin on CYP2E1 activity in healthy subjects measured using chlorzoxazone as a probe”. J Clin Pharmacol. 46 (1): 109—14. PMID 16397290. doi:10.1177/0091270005282635.
- Wan J, Ernstgård L, Song B, Shoaf S (2006). „Chlorzoxazone metabolism is increased in fasted Sprague-Dawley rats”. J Pharm Pharmacol. 58 (1): 51—61. PMC 1388188 . PMID 16393464. doi:10.1211/jpp.58.1.0007.